# Proton Satria
O Satria é um hatch compacto da Proton.